# Institut national d'hygiène du Maroc
Pour les articles homonymes, voir INH.
L'Institut national d'hygiène du Maroc (INH) a été inauguré le 30 décembre 1930 à Rabat par le professeur Léon Bernard, président du Conseil supérieur d'hygiène de France, sous la présidence de Lucien Saint, résident général de la République française au Maroc dans le but de prendre en charge les problèmes d'hygiène et d'épidémiologie des maladies transmissibles du Maroc et de diffuser les notions élémentaires de l'hygiène et de la prophylaxie pour protéger la santé de la population.

## Présentation
L’institut national d’hygiène du Maroc est sous la tutelle du ministère de la Santé et constitue l’organe de référence en matière de biologie médicale et environnementale.
Cette instance étatique œuvre depuis 1930 à garantir une prise en charge efficace des problèmes d'hygiène et d'épidémiologie au Maroc.
Son champ d'intervention est très vaste et ses laboratoires jouent le rôle de support technique et scientifique aux différents programmes sanitaires tels la tuberculose, le paludisme, la bilharziose, les leishmanioses, les méningites, les maladies entériques, le choléra, les salmonelloses, les infections sexuellement transmissibles, l'infection VIH, la poliomyélite la rougeole et la grippe. L'INH assure également l'expertise technique en matière d'hygiène alimentaire, de toxicologie de l'environnement, et dans le domaine médico-légal.
Parallèlement à ses activités de laboratoires, l'institut contribue à la formation de médecins et de pharmaciens biologistes, de scientifiques pour leurs travaux de recherches dans le cadre des préparations des DESA et des Doctorats Nationaux, de techniciens de laboratoires et d'infirmiers que ce soit dans le cadre de la formation de base ou de la formation continue.
Ses 75 ans d'existence sont consacrés à la recherche et la mise en place d'outils garantissant le développement des techniques de biologie médicale et environnementale servant de base pour le diagnostic médical, la surveillance épidémiologique, le contrôle de la qualité d'hygiène communautaire et de la sécurité sanitaire au Maroc.
L'INH a ainsi contribué à l'éradication de la peste, de la variole et du typhus et au contrôle des maladies entériques, de la tuberculose et du paludisme.

## Missions
- L’appui et le soutien scientifique et technique aux programmes sanitaires du Ministère de la Santé :
  - Programme des maladies épidémiques (méningite, choléra, salmonellose, ...)
  - Programme national de lutte contre les infections sexuellement transmissibles et le SIDA.
  - Programme national de lutte contre la tuberculose
  - Programme national de lutte contre les maladies parasitaires
  - Programme national d’immunisation: éradication de la poliomyélite, contrôle de la qualité des vaccins, surveillance épidémiologique de la grippe et de la rougeole.
  - Contrôle alimentaire et l’hygiène du milieu.
- Développer la recherche dans les domaines de la biologie sanitaire.
- Proposer des normes en matière de biologie sanitaire.
- Promouvoir et développer la coopération nationale et internationale en matière de biologie.
- Participer à la formation continue du personnel médical, infirmier et scientifique.
- Diffuser l’information en rapport avec ses compétences.
- Effectuer des missions de contrôle sur le terrain dans le cadre de la surveillance épidémiologique.
- Assurer les prestations en biologie médicale et environnementale.
- Développer et standardiser les techniques de référence à implanter dans les laboratoires de santé publique.
- Effectuer le contrôle externe de la qualité des laboratoires de santé publique.

## Domaines d’expertise
- Expertise médico-légale et environnementale.
- Hygiène alimentaire et toxicologie de l’environnement.
- Conseil génétique.
- Expertise relative à la validation du fonctionnement des équipements de laboratoire, au contrôle de qualité des réactifs et des produits de laboratoire à usage diagnostique.
- Conseils aux voyageurs.

## Départements et Laboratoires
- Laboratoire d'anatomo-pathologie
- Département de biochimie-hématologie
- Département de génétique médicale
- Département d'immunologie
- Département de bactériologie médicale
- Département de parasitologie-mycologie
- Département de virologie
- Département de microbiologie des eaux, des aliments et de l'hygiène alimentaire
- Département de toxicologie - hydrologie
- Bureau des laboratoires

## Services d'appui logistique
- Administration
- Service de communication
- Service informatique
- Service qualité
- Service de coopération, promotion de la recherche & développement des biotechnologies
- Service d'épidémiologie
- Service hygiène et sécurité
- Bibliothèque
- Centre de prélèvements